# Teuchophorus emeiensis
Teuchophorus emeiensis är en tvåvingeart som beskrevs av Yang och Saigusa 2000. Teuchophorus emeiensis ingår i släktet Teuchophorus och familjen styltflugor.
Artens utbredningsområde är Sichuan (Kina). Inga underarter finns listade i Catalogue of Life.